# Protoporphyrinogen-Oxidase
Die Protoporphyrinogen-Oxidase (PPO) (Gen: PPOX) ist das Enzym, das den letzten gemeinsamen Reaktionsschritt in den Stoffwechselwegen zur Herstellung von Häm und Chlorophyll katalysiert. Die PPO kommt in nahezu allen Organismen vor. Alle Eukaryoten besitzen das Enzym in ihren Mitochondrien. Beim Menschen wird PPO in Herz, Hirn, Lunge, Plazenta, Leber, Skelettmuskeln, Nieren und Pankreas produziert. Mutationen in PPOX können eine schwere Stoffwechselkrankheit, die Porphyria variegata, verursachen.
In Pflanzen existiert zusätzlich zum mitochondrialen auch noch ein chloroplastisches Isoenzym. Eine prokaryotische Form der PPO ist das HemG genannte Enzym der grampositiven Bakterien, das in gramnegativen Bakterien nicht vorkommt.

## Funktion
PPO katalysiert die Sechs-Elektronen-Oxidation von Protoporphyrinogen IX zu Protoporphyrin IX mittels eines nicht kovalent gebundenen FAD-Kofaktors unter Beteiligung von molekularem Sauerstoff (O2). Das Substrat wird dabei durch Entfernen zweier Wasserstoffatome an den Pyrrolstickstoffen planarisiert und aromatisiert. Das Produkt ist das erste Porphyrin in der Porphyrinbiosynthese und wird durch Insertion von Eisen(II)-Ionen via Ferrochelatase zu Protohem IX oder Häm b, durch Insertion von Magnesium-Ionen zum Magnesioprotoporphyrin IX (Magnesiumchelatase), das über mehrere Schritte zum Chlorophyll weiterprozessiert wird.